# سفارت روسیه در وین
سفارت روسیه در وین (به لاتین: Embassy of Russia) یک سفارت در اتریش است که در وین واقع شده‌است.